# 山城丸
山城丸（やましろまる）は日本郵船の船。文中、トン数表示のみの船舶は日本郵船の船舶である。

## 初代
元々は、共同運輸会社がイギリスのアームストロング・ミッチェル社に発注して就航させた船。共同運輸では、有事の際には軍艦代用としても使えるような優秀船舶を揃える方針を採っており、「山城丸」は、姉妹船の「近江丸」（2,473トン）とともにそのような資格を備えた船舶として発注された。当初は「武蔵丸」、「大和丸」と命名される予定であったが、海軍省の指導により「山城丸」、「近江丸」に変更された。
「山城丸」は1884年（明治17年）1月12日に進水し、同年5月に竣工。竣工後の5月19日にイギリスを出発して日本に回航され、7月9日に横浜港に到着した。
同年10月21日、「須磨浦丸」と衝突。
「山城丸」は、1885年（明治18年）から1894年（明治27年）まで26回にわたって実施されたハワイ官約移民のうちの12回に従事した。最初に「山城丸」によって行われたのは第2回で、この時は渡航者989人（988人）を乗せて1885年（明治18年）6月4日に長浦を出港し、6月17日にホノルルに到着した。これは日本船による初の移民輸送であった。また、この時の「山城丸」には、第1回の移民の到着後に発生していた労働問題の解決に向かう弁理公使井上勝之助が乗船している。同年9月末に共同運輸は郵便汽船三菱会社と合併して日本郵船となり、「山城丸」も日本郵船に継承された。
日清戦争では陸軍と海軍に徴傭された。期間は陸軍が1894年（明治27年）6月6日から6月21日、海軍が同年6月22日から1895年（明治28年）9月9日であった。海軍には巡洋艦代用として傭船された。雇用費は14万5550円。兵装は80年式30口径17cm克砲2、80年式12cm克砲2、旧式7,6cm安式砲2、小銃115、拳銃44、舶刀44であった。「山城丸」の主任務は水雷艇の母艦任務であった。
1896年（明治29年）10月3日からは、新設された横浜-メルボルン間の航路に就航し、1898年（明治31年）に「春日丸」（3,938トン）が同航路に就航するまで活躍した。1904年（明治37年）からの日露戦争でも陸海軍の軍用船として徴用された。船歴の最後では神戸-大連航路に就航。1910年（明治43年）9月1日に売却され、大阪でスクラップとなった。

### 艦長
- 森又七郎 大佐：1894年7月13日 - 1894年7月17日[17]
- 高木英次郎 大佐：1895年2月20日 - 1895年7月29日[18]

## 2代目
日本郵船は1875年（明治8年）以来、政府の命令航路の一つとして上海航路を開設していた。日露戦争後、同航路の船質改善のために二代目の「近江丸」（4,555トン）がイギリスで建造された。その「近江丸」の姉妹船として建造されたのが、同じく二代目の「山城丸」であった。「山城丸」は「近江丸」と違って、川崎造船所で建造され、1912年（明治45年）7月16日に進水し、元号が大正に変わった後の同年11月25日に竣工した。
第一次世界大戦後の1920年（大正9年）、日本郵船は長崎を発着する新たな上海航路を開設するに及んで、「山城丸」と「近江丸」は同航路から撤退。その頃、1917年（大正6年）に開設された南洋諸島方面への航路を拡充する事となり、「山城丸」は「近江丸」とともに投入される事となった。南洋諸島方面の航路は、南洋諸島の範囲内のほかセレベス島マナドにも寄港し、諸島内の生活や開発に欠かせない航路となっていた。幾度かの航路の修正が行われたが、1941年（昭和16年）12月8日の太平洋戦争勃発後、航路は翌1942年（昭和17年）に設立された船舶運営会に「山城丸」や「近江丸」、「サイパン丸」（5,533トン）など使用船舶ともども移管され、運航は不定期になって 輸送船団を構成することが義務付けられたものの、航路は従前どおり維持された。しかし、1942年（昭和17年）8月5日に「パラオ丸」（4,495トン）が、12月28日に姉妹船「近江丸」がそれぞれ戦渦により沈没していた。1941年（昭和16年）2月には海軍の要請でパラオ本島・コロール島間への海底ケーブル敷設を行う工事隊がケーブルと共に「山城丸」でパラオへ向かっている。同年7月10日から8月29日の間には、日本陸軍に傭船された。
1943年（昭和18年）9月16日、「山城丸」は横浜を出港して父島二見港に向かった。9月21日、「山城丸」は輸送船「両徳丸」（大家商事、3,483トン）とともに3916船団を構成し、特設掃海艇「第二文丸」（西大洋漁業、297トン） の護衛を得て二見港を出港してサイパン島に向かった。しかし、2日後の9月23日朝、北緯20度45分 東経142度05分 / 北緯20.750度 東経142.083度の地点にさしかかった3916船団はアメリカ海軍潜水艦「トラウト」の攻撃を受ける。当時、「山城丸」の船内では攻撃を受けたときに備えて、朝に退船訓練を実施していた。8時30分、「両徳丸」の船尾にトラウトからの魚雷が命中。151名の乗客は「両徳丸」被雷の光景を見て動揺したものの、すぐに訓練どおりの行動に移った。間もなく「山城丸」にも魚雷が向かってきたので回避行動に入ったものの、魚雷は「山城丸」の中央部に命中。魚雷が命中した「山城丸」、「両徳丸」ともに操舵が困難となって、一時は衝突しそうになった。「山城丸」は左に大きく傾いた後、8時48分に船体が分断されて沈没していった。「山城丸」と「両徳丸」の乗員乗客は、山城丸で死亡した船客7名を除き「第二文丸」や別の哨戒艇に救助され、サイパン島行きを希望した遭難者は「第二文丸」でサイパン島に向かい、残りは父島に戻った。山城丸の乗員は、当直の機関士4名が殉職した以外は日本に全員生還した。

## 3代目
三代目「山城丸」は1962年（昭和37年）の第18次計画造船で計画、建造されたY型高速貨物船4隻の内の1隻で、10,467総トン。同年10月竣工の「山梨丸」（10,199トン）に続いて建造された船である。「山梨丸」の機関が17,500馬力であったのに対し、「山城丸」ではその低減が図られ13,500馬力となったが、球状船首（バルバス・バウ）の採用などにより、「山梨丸」とほぼ同じ速力を発揮できた。
「山城丸」は三菱造船長崎造船所で建造され、1963年（昭和28年）3月1日に起工。同年8月20日に進水し11月9日に竣工した。
「山城丸」は日本・ヨーロッパ間の航路に就航した。1973年（昭和48年）10月4日、キプロスのファマグスタを出港した「山城丸」は、同日夜にシリアのラタキアに到着した。6日に岸壁に着岸して積荷を降ろし始めたが、同日に第4次中東戦争が勃発した。8日には積荷を降ろし終えたが出港が禁止されていたため、「山城丸」は港に留まっていた。11日、港の沖でイスラエル海軍とシリア海軍の艦艇が戦闘を始め（ラタキア港襲撃作戦）、この日の午後、港の堤防の沖約2kmに停泊していた「山城丸」にミサイルが命中し、火災が発生。消火に失敗したため放棄された。乗組員には被害はなく、17日に全員が日本に戻った（なおこの時船医として乗り組んでいたのが女優・市毛良枝の父である）。「山城丸」の復旧は断念され、1975年（昭和50年）にギリシャのファニー・シッピング社に売却された。同社では「山城丸」を「Kyra」に改名すると同時に復旧作業が行われ、復旧後は貨物船として運航された。1983年（昭和58年）にはパナマのノース・ローン社に売却され、「Michele」に改名されたが、同年11月28日、解体のためインドのエックハルト海運有限会社に売却され、グジャラート州アランにてスクラップとして解体された。